# ديفيد برينوزيل
ديفيد برينوزيل (بالألمانية: David Prinosil) مواليد 9 مارس 1973 في أولوموتس، تشيكوسلوفاكيا، هو لاعب كرة مضرب ألماني سابق بدأ مسيرته كمحترف سنة 1991 وكان يلعب باليد اليمنى. أعلى تصنيف له في الفردي كان المركز الـ 28 في سنة 2001. سبق أن شارك في دورة الألعاب الأولمبية الصيفية.

## الميداليات
| الميدالية | المسابقة                       |
| --------- | ------------------------------ |
| برونزية   | الألعاب الأولمبية الصيفية 1996 |

## روابط خارجية
- ديفيد برينوزيل على موقع رابطة محترفي التنس (الإنجليزية)
- ديفيد برينوزيل على موقع الاتحاد الدولي لكرة المضرب (الإنجليزية)
- ديفيد برينوزيل على موقع كأس ديفيز (الإنجليزية)
- ديفيد برينوزيل على موقع خلاصة التنس.كوم (الإنجليزية)
- ديفيد برينوزيل على موقع أوليمبيديا (الإنجليزية)